# EMD MP15
Die EMD MP15 ist eine Diesellokomotive mit 1.500 PS (1.100 kW), die zwischen März 1974 und Januar 1983 von der Electro-Motive Division von General Motors hergestellt wurde. Es wurden 351 Exemplare mit Gleichstromgenerator gebaut. Die MP15 ersetzte die SW1500 im EMD-Katalog und ist dem Vorgängermodell – oberflächlich betrachtet – sehr ähnlich, da sie den gleichen Motor (ein V12-Triebwerk der EMD 645-Serie) bei ähnlichem Fahrzeugdesign und Fahrwerk verwendet. Der Hauptunterschied sind die Standard-Drehgestelle vom Typ Blomberg B.
Ursprünglich wurde die Lokomotive einfach MP15 genannt, mit dem Erscheinen der MP15AC mit Wechselstromgenerator/Gleichrichter im Jahr 1975 wurden der Typ MP15 entsprechend in MP15DC umbenannt. Zwischen August 1975 und August 1984 wurden 246 MP15ACs gebaut, davon 25 für den Export nach Mexiko und vier nach Kanada.

## Entwicklung
Rangierlokomotiven bis zur SW1500 waren zumeist AAR-Rangierlokomotiven des Typs A oder leichte Konstruktionen mit Flexicoil-Achsen, beide mit einem Radstand von 2.438 mm (96 Zoll). 1973 wurden 60 ausschließlich mexikanische SW1504 auf Sonderbestellung auf einem etwas längeren Rahmen gebaut, so dass die Standard-Blomberg-B-Achsen von EMD mit einem Radstand von 2.743 mm (108 Zoll) verwendet werden konnten. In den Augen von EMD (unter anderem) machte dies diese Lokomotive zu einer streckentauglichen Rangierlokomotive und nicht zu einer reinen Rangierlokomotive, da sie für Streckengeschwindigkeiten von bis zu 97 km/h (60 mph) geeignet war.
Mit dem Erfolg der MP15 gab es eine Nachfrage nach einem Modell mit einem fortschrittlichen Wechselstrom-Antriebssystem. Bei der daraufhin entwickelten MP15AC wurde der Gleichstromgenerator der MP15DC durch einen Wechselstromgenerator ersetzt, dessen erzeugter Wechselstrom mit einem Siliziumgleichrichter in Gleichstrom für die Traktionsmotoren umgewandelt wird. Die MP15AC ist 457 mm (1,5 ft) länger als die MP15DC, wobei der zusätzliche Platz für die Gleichrichterausrüstung benötigt wird. Die Generator-Gleichrichter-Kombination erwies sich zuverlässiger als der Gleichstromgenerator, und diese Ausrüstung wurde zum Standard für neue dieselelektrische Lokomotiven.
Die MP15AC ist leicht von den DC-Modellen zu unterscheiden. Anstelle des an der Vorderseite montierten Kühlereinlasses und des riemengetriebenen Lüfters, die bei allen früheren EMD-Rangierlokomotiven verwendet wurden, haben diese Einlässe an den unteren vorderen Frontseiten und elektrische Lüfter. Durch die seitlichen Einlässe konnte das Gerät kühlere Luft ansaugen, und die elektrischen Lüfter verbesserten ein ernstes Zuverlässigkeitsproblem, das bei den früheren DC Modellen auftrat.

## Motor
Die MP15 hatte eine Zwölfzylinderausführung des Motors der Baureihe 645E mit 1500 hp (1119 kW) Leistung bei 900/min. Bei dem bereits  für die SW1500 eingeführten Motor handelte es sich um einen Zweitaktmotor in 45°-V12-Bauart mit 9 1⁄16 in (230,1875 mm) Bohrung und 10 in (254 mm) Hub, der einen Hubraum von 645 in3 (10,57 dm3) pro Zylinder ermöglichte. Die Serie 645, die 1966 eingeführt wurde, war bis in die 1980er-Jahre der Standardmotor von EMD.

## Ursprüngliche Eigentümer

### MP15DC
Die ersten Käufer waren die Pittsburgh & Lake Erie mit 25 Loks und die Missouri Pacific, die zwischen 1974 und 1982 62 Lokomotiven kauften. Chicago & Northwestern (15), Southern Pacific (12), Louisville & Nashville (10) und Reading (10) gaben kleinere Bestellungen auf. Später, von 1977 bis 1982, kaufte Southern die größte Flotte, 88 Einheiten unter sechs Namen. Über 50 weitere wurden an 37 andere Kunden verkauft.

| Besitzer                                          | Anzahl |
| ------------------------------------------------- | ------ |
| American Cyanamid Company                         | 2      |
| Aluminum Corporation of America (Alcoa)           | 1      |
| Alton and Southern Railroad                       | 1      |
| Altos Hornos de Mexico                            | 5      |
| Arizona Public Service                            | 1      |
| Bauxite and Northern Railway                      | 2      |
| Belt Railway of Chicago                           | 4      |
| Birmingham Southern Railroad                      | 2      |
| BC Hydro (Canada)                                 | 3      |
| Cambria and Indiana Railroad                      | 2      |
| Chicago and North Western Railway                 | 15     |
| Cities Service Company                            | 1      |
| W.R. Grace and Company                            | 4      |
| Graysonia, Nashville and Ashdown Railroad         | 1      |
| Genesee and Wyoming Railroad                      | 2      |
| Gulf Oil                                          | 1      |
| Georgetown Railroad                               | 2      |
| Houston Belt and Terminal Railroad                | 5      |
| Industrial Minera de Mexico                       | 2      |
| Kansas City Southern                              | 4      |
| Kelly's Creek and Northwestern Railroad           | 2      |
| Lake Erie, Franklin and Clarion Railroad          | 4      |
| Louisville and Nashville Railroad                 | 10     |
| Manufacturers Railway                             | 3      |
| Metropolitan Sanitary District of Greater Chicago | 1      |
| Missouri Pacific Railroad                         | 62     |
| North Louisiana and Gulf Railroad                 | 4      |
| Philadelphia Bethlehem and New England Railroad   | 2      |
| Pittsburgh and Lake Erie Railroad                 | 25     |
| Point Comfort and Northern Railroad               | 4      |
| Quebec Iron and Titanium (Canada)                 | 2      |
| Reading Railroad                                  | 10     |
| Rockdale, Sandow and Southern Railroad            | 3      |
| Sandersville Railroad                             | 1      |
| St. Louis - San Francisco Railway                 | 5      |
| St. Mary’s Railroad                               | 2      |
| Southern Railway                                  | 88     |
| Southern Pacific Railroad                         | 12     |
| Southern Railway of British Columbia              | 3      |
| Estech Inc. (Swift Chemical Co.)                  | 1      |
| Tennessee Eastman (Eastman Kodak)                 | 1      |
| Terminal Railway Alabama State Docks              | 7      |
| Texas City Terminal Railroad                      | 3      |
| Texas and Northern Railway                        | 2      |
| Union Railroad                                    | 24     |
| US Steel                                          | 15     |
| Insgesamt                                         | 351    |

### MP15AC
In den frühen 1970er Jahren begannen die Eisenbahnen mit der Umstellung auf Wechselstrom, und die sechs größten Käufer, Milwaukee (64), Southern Pacific (58), Seaboard (40), Nacionales de México (25), Long Island (23) und Louisville & Nashville (10), kauften AC-Streckenlokomotiven. Weitere 36 Einheiten wurden an 8 andere Kunden verkauft.

## Derzeitige Eigentümer

### MP15DC
Die Union Pacific Railroad ist vielleicht der derzeit größte Nutzer der MP15DC. Sie hat 102 Exemplare dieses Typs in Betrieb. (Strack, 2004). Keine davon befand sich ursprünglich im Besitz der UP; stattdessen wurden sie durch Fusion oder Übernahme erworben oder auf dem Markt für gebrauchte Lokomotiven gekauft. Die große Mehrheit (62) stammte von der Missouri Pacific Railroad, während Lokomotiven auch von der Chicago and North Western Railway (14) und der Southern Pacific Railroad (9) erworben wurden. Weitere 15 wurden von der Pittsburgh and Lake Erie Railroad erworben, da sie ihren Bedarf nicht deckten, während zwei weitere von Helm geleast wurden. Die Alaska Railroad verfügte über vier MP15DC mit den Nummern 1551–1554, die als Rangierloks eingesetzt wurden. Am 28. Februar 2011 wurden LEF&C (1551)#25 & (1552)#26, 1553, 1554 an GATX, eine RR-Leasingflotte, verkauft. Zwei davon stammten von der Lake Erie, Franklin and Clarion Railroad, die anderen beiden von der Kelley's Creek and Northwestern Railroad. Caltrain verfügt über zwei MP15DC mit den Nummern 503 und 504, die für Rangier- und Arbeitszugdienste eingesetzt werden. Southern Railway of British Columbia, die Nachfolgeorganisation der BC Hydro Railroad, betreibt weiterhin ihre drei im November 1975 gebauten Einheiten (SRY 151, SRY 152 und SRY 153) für Rangier- und Umsetzarbeiten.

### MP15AC
Ehemalige Einheiten der Milwaukee Road sind jetzt im Besitz der Soo Line Railroad (einer amerikanischen Tochtergesellschaft der Canadian Pacific Railway). Sechs ehemalige Milwaukee-Einheiten kehrten 2008 auf die „Home-Rails“ zurück und bedienten die wachsende regionale Wisconsin & Southern Railroad WSOR in Milwaukee, Madison und Horicon. Nach Übernahme der WSOR durch Watco kommen diese Maschinen auch bei anderen Watco-Bahnen, etwa der Cicero Central Railroad, zum Einsatz. Darüber hinaus hat die Union Pacific viele Exemplare auf dem Gebrauchtlokomotivenmarkt gekauft. Die New York & Atlantic Railway, die Fracht auf Long Island befördert, setzt 4 ehemalige Long Island Rail Road MP15AC zusammen mit anderen ehemaligen LIRR-Lokomotiven für den Gütertransport ein. Zwei neu an das Energieministerium in Hanford, Washington, verkaufte Einheiten sind jetzt als Tri-City Railroad #16 und #15 in Betrieb. Die Knoxville and Holston River Railroad besitzt ebenfalls eine Einheit.